# سامويل دومولين
سامويل دومولين (بالفرنسية: Samuel Dumoulin)‏ مواليد 20 أغسطس 1980 في فرنسا، هو دراج فرنسي في صنف سباق الدراجات على الطريق.

## سجل النتائج

### سباقات أو مراحل فاز بها
| التاريخ        | السباق                                   | المركز                  |
| -------------- | ---------------------------------------- | ----------------------- |
| 30 مارس 2003   | تور دو نورماندي 2003                     | الفائز في التصنيف العام |
| 01 يونيو 2003  | ترو-برو ليون 2003                        | الفائز في التصنيف العام |
| 15 أغسطس 2003  | طواف أين 2003                            | الثاني في التصنيف العام |
| 13 سبتمبر 2003 | تور دي أفينير 2003                       |                         |
| 25 أبريل 2004  | ترو-برو ليون 2004                        | الفائز في التصنيف العام |
| 29 مارس 2005   | باريس-كاممبير 2005                       | التاسع في التصنيف العام |
| 01 مايو 2005   | 2005 Trophée des Grimpeurs               | السابع في التصنيف العام |
| 19 أغسطس 2005  | طواف ليموزين 2005                        |                         |
| 22 يناير 2006  | داون أندر 2006                           | السادس في التصنيف العام |
| 30 مارس 2006   | روت أديلي 2006                           | الفائز في التصنيف العام |
| 27 مايو 2006   | جراند بريكس دو بلومليك-موربيهان 2006     |                         |
| 10 مايو 2009   | أربعة أيام من دونكيرك 2009               | الأول في تصنيف الجبال   |
| 01 يناير 2010  | Gran Premiu dell'Insubria 2010           |                         |
| 07 فبراير 2010 | نجم بسجس 2010                            | الفائز في التصنيف العام |
| 14 أغسطس 2011  | رايد لندن 2011                           |                         |
| 01 يناير 2012  | كأس فرنسا لركوب الدراجات على الطريق 2012 | الفائز في التصنيف العام |
| 29 يناير 2012  | سباق جائزة لا مارسيليس الكبرى 2012       | الفائز في التصنيف العام |
| 26 مايو 2012   | جراند بريكس دو بلومليك-موربيهان 2012     |                         |
| 01 يناير 2013  | كأس فرنسا لركوب الدراجات على الطريق 2013 | الفائز في التصنيف العام |
| 25 مايو 2013   | جراند بريكس دو بلومليك-موربيهان 2013     | الفائز في التصنيف العام |
| 23 فبراير 2014 | طواف هوت فار 2014                        |                         |
| 01 مارس 2015   | لادهوم الكلاسيكي 2015                    | الفائز في التصنيف العام |
| 01 يناير 2016  | كأس فرنسا لركوب الدراجات على الطريق 2016 | الفائز في التصنيف العام |
| 24 أبريل 2016  | لا رو تورانجيل 2016                      | الفائز في التصنيف العام |
| 28 مايو 2016   | جراند بريكس دو بلومليك-موربيهان 2016     | الفائز في التصنيف العام |
| 29 مايو 2016   | 2016 Boucles de l'Aulne                  | الفائز في التصنيف العام |
| 11 سبتمبر 2016 | طواف دوبس 2016                           | الفائز في التصنيف العام |
| 02 أكتوبر 2016 | طواف فونديه 2016                         |                         |

## روابط خارجية
- سامويل دومولين على موقع الاتحاد الدولي للدراجات (الإنجليزية)
- سامويل دومولين على موقع أرشيف الدراجات (الإنجليزية)
- سامويل دومولين على موقع إحصائيات الدراجات الإحترافية (الإنجليزية)
- سامويل دومولين على موقع نسبة الدراجات (الإنجليزية)
- سامويل دومولين على موقع CycleBase (الإنجليزية)